# Golfo San José
El golfo San José es un golfo de la costa atlántica de Argentina, localizado al norte de la península Valdés, en la provincia del Chubut.
Tiene una longitud este-oeste de aproximadamente 44,5 km y 18,5 km en sentido norte-sur. Su boca de acceso tiene 6,8 km de ancho. El istmo Carlos Ameghino al sur de 5 km lo separa del golfo Nuevo.
La puntas Quiroga y Buenos Aires franquean su entrada con costas acantiladas de hasta 45 m de altura. 
El primer asentamiento virreinal español en el área fue el fuerte San José en 1779.
En lo profundo del golfo se encuentra la isla de los Pájaros declarada reserva natural de fauna porque es sitio de anidación de numerosas especies de aves marinas. Toda la península Valdés es zona protegida.
Existen en el interior del golfo numerosos fondeaderos, tales como: Sarmiento, La Argentina y Pueyrredón.
El 21 de mayo de 1975 fue sancionada la ley n.º 20956 que dispuso:

(...) iniciar los estudios e investigaciones de campo y de gabinete necesarios para establecer, en el más breve plazo posible, un plan para el aprovechamiento energético de las mareas en el litoral marítimo del país (...) se iniciarán de inmediato estudios e investigaciones para la elaboración en un plazo no mayor de tres (3) años, del proyecto ejecutivo para el aprovechamiento maremotriz en la Península Valdez, utilizando el desfasaje de mareas existentes entre los golfos Nuevo y San José, en la provincia del Chubut y fijando como inicio de las obras el año 1978.

Sin embargo de que la ley nacional sigue vigente, nunca se llevó a efecto debido a que el área es un santuario de ballenas francas australes.